# Adam Buława
Adam Wojciech Buława (ur. 30 stycznia 1971 w Warszawie) – polski historyk wojskowości. Były dyrektor Muzeum Wojska Polskiego w Warszawie.

## Życiorys
Absolwent L.O. im. Joachima Lelewela w Warszawie (1989) i WH UW (1995, praca magisterska pt. „Ludwik Żychliński (1837–po 1901)”, prom. Jerzy Skowronek). Pracownik ADM (1996-1998) i WIH AON (1998-2000). Wykładowca w WIH AON (2000-2002), WSFiZ (2001-2003) oraz na WNHiS UKSW (od 2001). Radny Dzielnicy Żoliborz (od 1998), przewodniczący rady od 2014 do 2018 z ramienia PiS. W 2009 uzyskał stopień doktora nauk humanistycznych w zakresie historii, ze specjalnością  historia wojskowości (dysertacja  pt. „Samodzielni dowódcy oddziałów zbrojnych powstania styczniowego 1863-1864. Próba portretu zbiorowego”, prom. Janusz Wojtasik). W 2015 kandydował (bez powodzenia) z 14. miejsca na liście KW Prawo i Sprawiedliwość na posła do Sejmu RP VII kadencji. Od września 2016 do września 2019 był dyrektorem Muzeum Wojska Polskiego. Członek Rady Programowej Radio Dla Ciebie.
Wielki Rycerz Chorągwi Matki Bożej Królowej Polski na Marymoncie świeckiego Zakonu Rycerzy Jana Pawła II (2014–2015).
31 lipca 2017 otrzymał Odznakę Honorową za Zasługi dla Samorządu Terytorialnego, w 2018 Medal 100-lecia ustanowienia Sztabu Generalnego Wojska Polskiego, a 11 czerwca 2025 Srebrny Krzyż Zasługi za zasługi w działalności na rzecz samorządu terytorialnego.